# Yvonand–Le Marais
Yvonand-Le Marais est le nom d'un site palafittique préhistorique des Alpes, situé sur les rives du lac de Neuchâtel sur la commune d'Yvonand dans le canton de Vaud, en Suisse.